# بریتیش ساوث آمریکن ایرویز

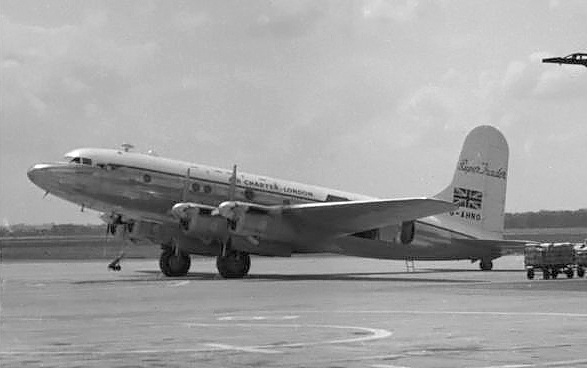
هواپیمای آورو تودور متعلق به BSAA

بریتیش ساوث آمریکن ایرویز (به انگلیسی: British South American Airways) (مخفف انگلیسی: BSAA) یک شرکت هواپیمایی دولتی در انگلستان بود که در اواخر دهه ۱۹۴۰ در ناحیه کارائیب و آمریکای جنوبی وظیفهٔ خدمات هوایی را برعهده داشت. این شرکت در ۱۹۴۶، با نام خطوط هوایی بریتانیایی آمریکای لاتین شناخته می‌شد. BSAA عمدتاً هواپیماهای آورو، آورو یورک، آورو لنکسترین و آورو تودور استفاده می‌کرد و به برمودا، هند غربی، مکزیک و سواحل غربی آمریکای جنوبی پرواز داشت. پس از دو مورد ناپدیدشدن هواپیما، در نهایت این شرکت در ۱۹۴۹ با هواپیمایی بریتیش آورسیز ایرویز ادغام شد.

## محل اصلی
این شرکت هواپیمایی پس از انتقال تمام بخش‌های عملیاتی خود به فرودگاه هیترو لندن از منطقه هوایی لانگلی برای تعمیر و نگهداری تجهیزات خود استفاده کرد.